# Coelotes capacilimbus
Coelotes capacilimbus är en spindelart som beskrevs av Xu och Li 2006. Coelotes capacilimbus ingår i släktet Coelotes och familjen mörkerspindlar. Inga underarter finns listade i Catalogue of Life.